# Wang Jian (Qin)
Pour les articles homonymes, voir Wang Jian.
Wang Jian (王翦, dates de naissance et mort inconnues) fut un général militaire de Qin qui acquit une renommée telle qu'il fut plus tard élevé au rang d'un des quatre généraux les plus prestigieux des Royaumes Combattants avec Bai Qi, Lian Po et Li Mu.

## Conquête de Zhao
Il fut le commandant Qin qui acheva le siège de Handan, alors la capitale de Zhao, siège qui avait été abandonné plus tôt par le général Bai Qi pour cause de maladie. Entre les deux tentatives Wang Ling mena un siège sur Handan pour Qin mais sans succès.

## Conquête de Chu, 225-223av. J.-C.
En 225 av. J.-C., seuls deux royaumes (états) restaient indépendants: Chu et Qi. Chu avait récupéré suffisamment pour monter une résistance sérieuse après leurs défaites désastreuses contre Qin en 278 av. J.-C. et la perte de leur capitale séculaire de Ying (Jingzhou). Malgré sa taille territoriale, ses ressources et sa main-d'œuvre, le défaut fatal de Chu était son gouvernement largement corrompu qui a pour la plupart renversé les réformes de style légaliste de Wu Qi d'un siècle et demi plus tôt, lorsque Wu Qi a transformé Chu en l'État le plus puissant avec une superficie de près de la moitié de tous les autres États réunis. Wu Qi était du même état, le Wei, que Shang Yang, dont les réformes légalistes ont transformé Qin en une machine de guerre invincible.
Le roi de Qin, Ying Zheng, a finalement décidé de vaincre les vestiges de l'État Chu situé à Huaiyang. Selon le chapitre de Shiji sur les grands généraux des Royaumes combattants , Ying Zheng avait d'abord demandé à son général Wang Jian de diriger l'invasion, et avait en outre demandé quelle était la force militaire nécessaire pour le siège. Wang Jian a déclaré qu'il avait besoin d'une force de 600 000 hommes pour l'invasion. Cependant, lorsque la même question a été posée à Li Xin, il n'a demandé que 200 000 hommes. Ying Zheng a accepté les conseils de Li Xin. Wang Jian a pris sa retraite, affirmant qu'il était en mauvaise santé. La première invasion Qin a été un désastre lorsque les 200 000 soldats Qin ont été vaincus par 500 000 soldats Chu dans le territoire inconnu de Huaiyang (les provinces modernes du Jiangsu et de l'Anhui). Ying Zheng a rappelé Wang Jian, qui a finalement accepté de diriger la deuxième force d'invasion après avoir reçu la force de 600 000 hommes qu'il avait précédemment demandée.
En 224 av. J.-C., Wang Jian a commencé la deuxième invasion par les forces Qin de Chu. Le moral de Chu avait considérablement augmenté après leur succès de l'année précédente. Les forces Chu se sont contentées d'attendre et de défendre leur territoire. Wang Jian a trompé l'armée Chu en apparaissant inactif dans ses fortifications tout en entraînant secrètement ses troupes à combattre dans le territoire Chu. Après un an, Chu a décidé de dissoudre la plupart de son armée en raison du manque d'action. Wang Jian a ensuite envahi et envahi Huaiyang et les forces Chu restantes. Xiang Yan, le général Chu, a réussi à résister et à infliger des pertes sanglantes à Wang Jian jusqu'à ce que le roi Fuchu de Chu soit tué par le second de Wang Jian, Meng Wu, père de Meng Tian . Chu a finalement été conquise par Qin en 223 av. J.-C.
À leur apogée, les armées de Chu et Qin combinées comptaient plus d'un million de soldats, plus que la campagne massive à Changping entre Qin et Zhao 35 ans plus tôt. Les lettres personnelles déterrées de deux soldats réguliers de Qin, Hei Fu (黑 夫) et Jin (惊), témoignent d'une longue campagne à Huaiyang sous le commandement du général Wang Jian. Les deux soldats ont écrit des lettres demandant des fournitures (vêtements) et de l'argent de la maison pour soutenir la longue campagne.

## Culture populaire
Wang Jian est l'un des personnages secondaires du manga Kingdom écrit par Yasuhisa Hara. Portant le nom de Ou Sen, il est le père de Ou Hon (Wang Ben), l'un des personnages principaux du manga. C'est un général ambitieux réputé pour ne jamais entreprendre une bataille qu'il n'est pas sûre de gagner.